# Лыков, Александр Григорьевич
Александр Григорьевич Лыков (10 августа 1909 — 27 марта 1965) — передовик советской металлургии, сталевар электромартеновского цеха Ижевского металлургического завода Удмуртского совнархоза, Герой Социалистического Труда (1958).

## Биография
Родился в 1909 году в деревне Старки, ныне Завьяловского района республики Удмуртия, в русской крестьянской семье. Вскоре после рождения сына вся семья переехала на постоянное место жительство в город Ижевск. Его отец Г.П.Лыков трудоустроился на Ижевский завод, где приобрёл профессию сталевара. Александр же окончил начальную школу ликбеза и в 1930 году также пришёл работать на этот завод.
Более 30 лет, с 1930 по 1961 годы, Лыков проработал на Ижевском металлургическом заводе (ныне – АО «Ижсталь»). Он освоил профессии шихтовщика, канавщика и ковшевого. Всюду он относился к делу исключительно добросовестно, проявлял смекалку, набирался опыта. Через два года после трудоустройства его направили в сталеплавильную бригаду и поручили незамысловатую работу заслонщика. Потом он стал работать подручным сталевара, а в 1936 году стал самостоятельно варить металл. Лыков активно включался в социалистические соревнования и добивался сокращения продолжительности плавки. Особенно сталевар отличился в годы Великой Отечественной войны. Его бригада внесла в фонд Победы десятки тысяч тонн высококачественной стали. Постоянно занимался рационализаторством, его предложения до сих пор используются в работе. В 1956 году имя Александра Лыкова было занесено в заводскую Книгу Почёта. К этому времени он за время работы на мартене сварил свыше 300 тысяч тонн стали.
За выдающиеся успехи, достигнутые в деле развития чёрной металлургии, Указом Президиума Верховного Совета СССР от 19 июля 1958 года Александру Григорьевичу Лыкову было присвоено звание Героя Социалистического Труда с вручением ордена Ленина и золотой медали «Серп и Молот».
В дальнейшем продолжал работать на производстве. С 1961 года находился на пенсии. Избирался депутатом Верховного Совета Удмуртской АССР 5-го созыва.
Проживал в Ижевске. Умер 27 марта 1965 года. Похоронен в Ижевске.

## Награды
За трудовые успехи удостоен:
- золотая звезда «Серп и Молот» (19.07.1958),
- орден Ленина (19.07.1958),
- Орден Знак Почёта (24.11.1950),
- другие медали.